# Soendakoekoek
De soendakoekoek (Cuculus lepidus) is een koekoekssoort uit het geslacht Cuculus. Deze soort parasiteert op zangvogels in een groot deel van de Indische Archipel. Het is geen trekvogel.

## Beschrijving
De soedakoekoek is 29 tot 30 cm lang. Deze koekoek is donkergrijs van boven met een eveneens grijze keel en borst. De rest van de borst en buik zijn okerkleurig met zwarte horizontale strepen. De staart is donker, bijna zwart met witte stippels. Deze koekoek lijkt zeer sterk op de himalayakoekoek en de boskoekoek, maar die zijn wat bleker van kleur en de strepen op de buik zijn smaller.

## Taxonomie
De systematiek van deze groep is verwarrend. De soendakoekoek werd lang gezien als een ondersoort uit een complex van soorten met:
- Himalayakoekoek, Cuculus saturatus saturatus
- Boskoekoek, Cuculus saturatus optatus (of: Cuculus saturatus horsfieldi)[3]
- Soendakoekoek Cuculus saturatus lepidus

De Nederlandse bioloog Jan-Hendrik Becking introduceerde in de jaren 1970 het gebruik van chemische kenmerken en geluidsregistraties bij het onderzoek aan dit soortencomplex en ontdekte de nauwe verwantschap met de himalayakoekoek.

## Verspreiding en leefgebied
De soendakoekoek heeft een groot verspreidingsgebied dat reikt van het schiereiland Malakka, Borneo, Sumatra, Java, Bali, Ceram en de Kleine Soenda-eilanden oostelijk tot Timor. Het leefgebied bestaat uit heuvelland- en gebergtebos op een hoogte van  950 tot hoogstens 2700 m  boven de zeespiegel.

## Status
De kans op uitsterven is uiterst gering. De grootte van de populatie is niet gekwantificeerd. De vogel is plaatselijk algemeen en er is geen aanleiding te veronderstellen dat de soort in aantal achteruit gaat. Om deze redenen staat deze koekoek als niet bedreigd op de Rode Lijst van de IUCN.